# Brandizzo
Brandizzo es un municipio de la ciudad metropolitana de Turín, en Piamonte, Italia. Tiene una población estimada, a principios de 2021, de 8,644 habitantes.

## Evolución demográfica
| Gráfica de evolución demográfica de Brandizzo entre 1861 y 2021 |
|                                                                 |
| Fuente ISTAT - elaboración gráfica de Wikipedia                 |